# Liste der Baudenkmale in Lüneburg – Grapengießerstraße
In der Liste der Baudenkmale in Lüneburg – Grapengießerstraße sind Baudenkmale in der Grapengießerstraße in der niedersächsischen Stadt Lüneburg aufgelistet. Die Quelle der IDs und der Beschreibungen ist der Denkmalatlas Niedersachsen. Der Stand der Liste ist der 24. Dezember 2021.

## Allgemein
In den Spalten befinden sich folgende Informationen:
- Lage: die Adresse des Baudenkmales und die geographischen Koordinaten. Kartenansicht, um Koordinaten zu setzen. In der Kartenansicht sind Baudenkmale ohne Koordinaten mit einem roten Marker dargestellt und können in der Karte gesetzt werden. Baudenkmale ohne Bild sind mit einem blauen Marker gekennzeichnet, Baudenkmale mit Bild mit einem grünen Marker.
- Bezeichnung: Bezeichnung des Baudenkmales
- Beschreibung: die Beschreibung des Baudenkmales. Unter § 3 Abs. 2 NDSchG werden Einzeldenkmale und unter § 3 Abs. 3 NDSchG Gruppen baulicher Anlagen und deren Bestandteile ausgewiesen.
- ID: die Objekt-ID des Baudenkmales
- Bild: ein Bild des Baudenkmales, ggf. zusätzlich mit einem Link zu weiteren Fotos des Baudenkmals im Medienarchiv Wikimedia Commons. Wenn man auf das Kamerasymbol klickt, können Fotos zu Baudenkmalen aus dieser Liste hochgeladen werden:

## Baudenkmale
| Lage                                                | Bezeichnung         | Beschreibung                                                                              | ID       | Bild           |
| --------------------------------------------------- | ------------------- | ----------------------------------------------------------------------------------------- | -------- | -------------- |
| Grapengießerstraße 1 53° 14′ 51″ N, 10° 24′ 32″ O   | Wohnhaus            |                                                                                           | 30656730 |                |
| Grapengießerstraße 3 53° 14′ 51″ N, 10° 24′ 30″ O   | Wohnhaus            | Zum Haus gehört ein Hofflügel mit der ID 30649034                                         | 30657115 |                |
| Grapengießerstraße 3 53° 14′ 51″ N, 10° 24′ 31″ O   | Nebenhaus           |                                                                                           | 30643907 |                |
| Grapengießerstraße 4 53° 14′ 51″ N, 10° 24′ 30″ O   | Wohnhaus            |                                                                                           | 30672587 |                |
| Grapengießerstraße 5 53° 14′ 51″ N, 10° 24′ 29″ O   | Wohnhaus            |                                                                                           | 30651639 |                |
| Grapengießerstraße 6 53° 14′ 51″ N, 10° 24′ 28″ O   | Wohnhaus            |                                                                                           | 30651664 |                |
| Grapengießerstraße 7 53° 14′ 51″ N, 10° 24′ 28″ O   | Wohnhaus            | Zum Haus gehört ein Hofflügel mit der ID 30648567                                         | 30672605 |                |
| Grapengießerstraße 8 53° 14′ 51″ N, 10° 24′ 27″ O   | Wohnhaus            | Zum Haus gehört ein Hofflügel mit der ID 30648851                                         | 30651685 |                |
| Grapengießerstraße 9 53° 14′ 51″ N, 10° 24′ 27″ O   | Wohn-/Geschäftshaus |                                                                                           | 30672631 |                |
| Grapengießerstraße 10 53° 14′ 51″ N, 10° 24′ 26″ O  | Wohnhaus            |                                                                                           | 30651711 |                |
| Grapengießerstraße 11 53° 14′ 51″ N, 10° 24′ 26″ O  | Wohnhaus            |                                                                                           | 30651736 |                |
| Grapengießerstraße 12 53° 14′ 51″ N, 10° 24′ 25″ O  | Wohnhaus            | Zum Haus gehört ein Hofflügel mit der ID 30644031                                         | 30672719 |                |
| Grapengießerstraße 13 53° 14′ 51″ N, 10° 24′ 25″ O  | Wohnhaus            | Zum Haus gehören ein Hofflügel mit der ID 30646844 und ein Hinterhaus mit der ID 30649321 | 30651758 |                |
| Grapengießerstraße 14 53° 14′ 51″ N, 10° 24′ 24″ O  | Wohnhaus            |                                                                                           | 30672743 |                |
| Grapengießerstraße 15 53° 14′ 51″ N, 10° 24′ 24″ O  | Wohnhaus            |                                                                                           | 30656755 | Weitere Bilder |
| Grapengießerstraße 18 53° 14′ 51″ N, 10° 24′ 22″ O  | Wohnhaus            |                                                                                           | 30651784 |                |
| Grapengießerstraße 19 53° 14′ 51″ N, 10° 24′ 21″ O  | Wohn-/Geschäftshaus |                                                                                           | 30656778 |                |
| Grapengießerstraße 23 53° 14′ 51″ N, 10° 24′ 19″ O  | Wohn-/Geschäftshaus |                                                                                           | 30672836 |                |
| Grapengießerstraße 24 53° 14′ 51″ N, 10° 24′ 18″ O  | Wohn-/Geschäftshaus |                                                                                           | 30672854 |                |
| Grapengießerstraße 25 53° 14′ 51″ N, 10° 24′ 18″ O  | Wohn-/Geschäftshaus |                                                                                           | 30672872 |                |
| Grapengießerstraße 26 53° 14′ 51″ N, 10° 24′ 17″ O  | Wohn-/Geschäftshaus |                                                                                           | 30672890 |                |
| Grapengießerstraße 27 53° 14′ 51″ N, 10° 24′ 17″ O  | Wohnhaus            |                                                                                           | 30656801 |                |
| Grapengießerstraße 28 53° 14′ 51″ N, 10° 24′ 17″ O  | Wohnhaus            |                                                                                           | 30672908 |                |
| Grapengießerstraße 29 53° 14′ 51″ N, 10° 24′ 16″ O  | Wohnhaus            |                                                                                           | 30672932 |                |
| Grapengießerstraße 30 53° 14′ 51″ N, 10° 24′ 16″ O  | Wohnhaus            |                                                                                           | 30672950 |                |
| Grapengießerstraße 31 53° 14′ 51″ N, 10° 24′ 15″ O  | Wohn-/Geschäftshaus | Zum Haus gehört ein Hofflügel mit der ID 30647950                                         | 30672971 |                |
| Grapengießerstraße 32 53° 14′ 51″ N, 10° 24′ 16″ O  | Wohnhaus            |                                                                                           | 30656825 |                |
| Grapengießerstraße 33 53° 14′ 50″ N, 10° 24′ 16″ O  | Wohnhaus            |                                                                                           | 30672990 |                |
| Grapengießerstraße 34 53° 14′ 50″ N, 10° 24′ 17″ O  | Wohnhaus            | Zum Haus gehört ein Hofflügel mit der ID 30648362                                         | 30673008 |                |
| Grapengießerstraße 38 53° 14′ 50″ N, 10° 24′ 20″ O  | Wohnhaus            | Zum Haus gehört ein Seitenflügel mit der ID 30644186                                      | 30648362 |                |
| Grapengießerstraße 42 53° 14′ 50″ N, 10° 24′ 22″ O  | Wohn-/Geschäftshaus |                                                                                           | 30673155 |                |
| Grapengießerstraße 43 53° 14′ 50″ N, 10° 24′ 22″ O  | Wohn-/Geschäftshaus |                                                                                           | 30673176 |                |
| Grapengießerstraße 45 53° 14′ 50″ N, 10° 24′ 24″ O  | Wohn-/Geschäftshaus | Zum Haus gehört ein Flügelbau mit der ID 30646980                                         | 30673236 |                |
| Grapengießerstraße 45a 53° 14′ 50″ N, 10° 24′ 24″ O | Seitenflügel        |                                                                                           | 30656850 |                |
| Grapengießerstraße 46 53° 14′ 50″ N, 10° 24′ 25″ O  | Wohnhaus            |                                                                                           | 30656877 |                |
| Grapengießerstraße 47 53° 14′ 50″ N, 10° 24′ 25″ O  | Wohn-/Geschäftshaus |                                                                                           | 30656902 |                |
| Grapengießerstraße 48 53° 14′ 50″ N, 10° 24′ 26″ O  | Wohn-/Geschäftshaus | Zum Haus gehört ein Hofflügel mit der ID 41685826                                         | 30656922 |                |
| Grapengießerstraße 49 53° 14′ 50″ N, 10° 24′ 27″ O  | Wohn-/Geschäftshaus |                                                                                           | 30673260 |                |
| Grapengießerstraße 50 53° 14′ 50″ N, 10° 24′ 27″ O  | Wohn-/Geschäftshaus |                                                                                           | 30673283 |                |
| Grapengießerstraße 51 53° 14′ 50″ N, 10° 24′ 28″ O  | Wohnhaus            |                                                                                           | 30656949 |                |